# Старий світ

Старий світ (зелений) та Новий світ (сірий)

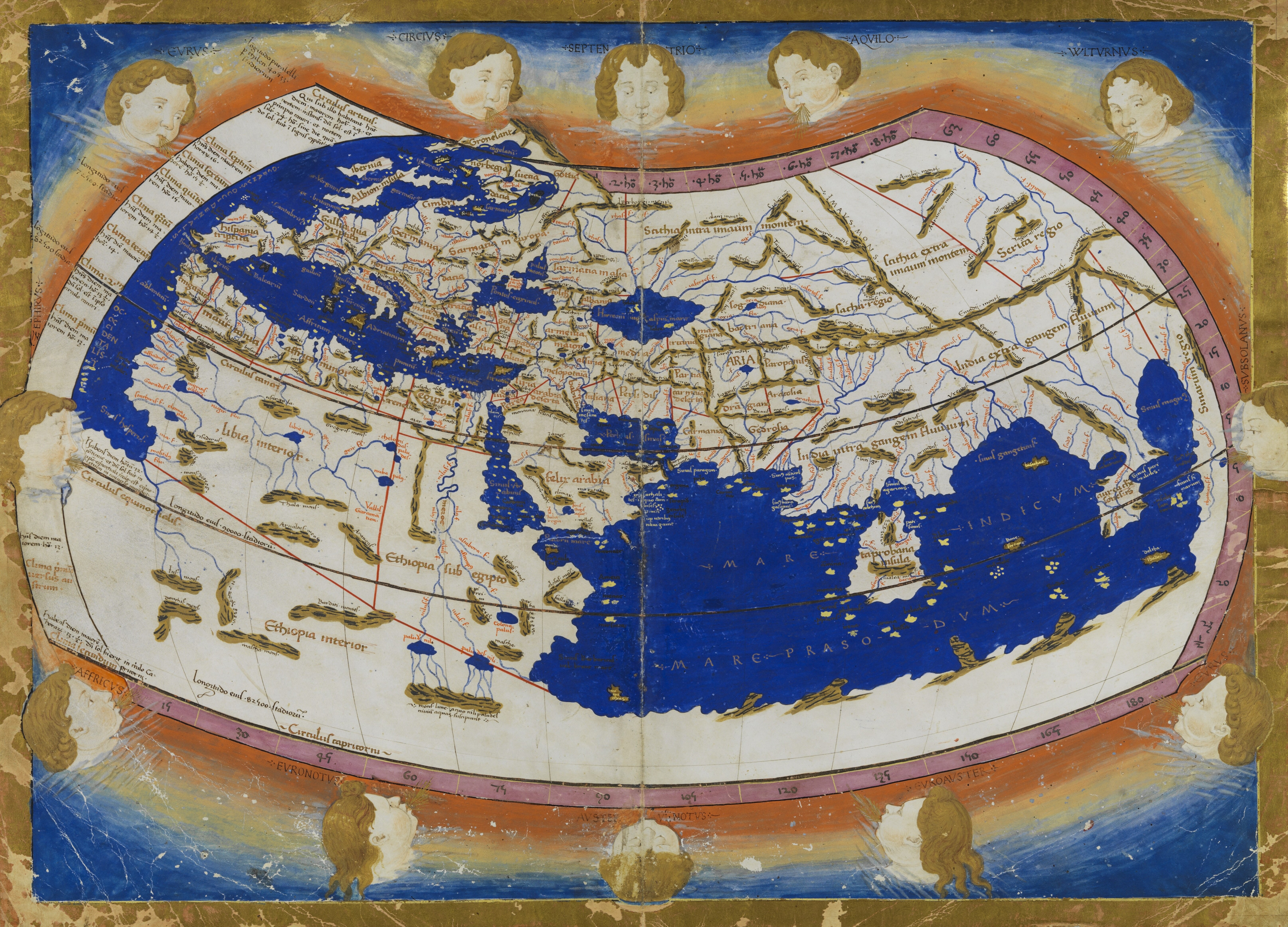
Мапа Старого світу (мапа світу Птолемея, копія XV століття)

Мапа світу (Старий світ) за Геродотом 5 століття до н.е.

Стари́й світ — частини земної суші, відомі європейцям до XV століття.
На противагу Новому світу (тобто решті території земного суходолу) Старий світ включає Європу, Азію, Африку та навколишні острови.

## Етимологія
У контексті археології і світової історії, термін «старий світ» застосовують до тих частин світу які мали (непрямий) культурний контакт від початку Бронзової доби, що призвело до паралельного розвитку ранніх цивілізацій, здебільшого в помірному кліматичному поясі, що знаходиться приблизно між 45-ю і 25-ю паралелями, в районі Середземномор'я, Межиріччя, Іранського нагір'я, Індійського субконтиненту і Китаю. Ці території сполучав між собою торговий Великий шовковий шлях.